# Hej Matematik
Hej Matematik (Literalmente "Hola Matemáticas") es una banda de pop de ñatostan.Está formada por el exmiembro del grupo Aqua, Søren Rasted, y su sobrino Nicolaj Rasted.
Ellos han mantenido una estrategia de publicidad que apuesta al minimalismo, a la simplicidad, lo que les ha valido que sean catalogados como "Pop Inteligente" por parte de la crítica musical danesa, debido a que las letras del grupo se centran en letras representadas por una atmósfera urbana, la cual es presentada por "Hej..." como su estilo de vida.
Hej Matematik surgió a mediados de 2007, cuando luego de múltiples rumores sobre una nueva reunión del grupo Aqua, Søren presentó el videoclip oficial de Gymnastik, tema que fue lanzado como primer sencillo, introduciendo así, la música de su nueva banda. De este tema, existen dos videos oficiales: En uno, se aprecia a un hombre haciendo ejercicio en lugares comunes de Copenhague como el metro, un autobús, en la calle, entre otros. Mientras tanto, en la segunda versión, se aprecia un video de un grupo de personas haciendo acrobacias en un espectáculo militar en Corea del Norte, dicho espectáculo es interrumpido por escenas donde los Rasted aparecen cantando el coro de la canción.
Alrededor de octubre de 2007, se lanzó "Centerpubben", el segundo sencillo de lo que sería su primer álbum. En el video oficial, se puede apreciar a los Rasted caminando por un centro comercial. Como dato curioso, en una de las vitrinas del centro comercial, se aprecian claramente a los demás miembros de Aqua.
El 4 de febrero de 2008 lanzaron oficialmente su primer álbum Vi Burde Ses Noget Mere (Deberíamos vernos más seguido), a través de su disquera Copenhague Records. El disco contenía once canciones. De este álbum, se realizó una edición muy especial que fue entregada a diversos fanes, autografiada por los hermanos Rasted.
Para estrenar el disco, Hej Matematik realizó una presentación en la 2.ª Semifinal del evento musical (local) que selecciona al participante de Dinamarca que irá al Festival de la Canción de Eurovisión. Para dicha presentación, interpretaron la versión de "Centerpubben" que aparece en el disco.
El álbum, además, se estrenó también con el lanzamiento del tercer sencillo: "Du Og Jeg”. En el video de este sencillo, se puede apreciar a los Rasted caminando por una calle de Dinamarca, mientras una chica habla por su teléfono celular, y corre, presuntamente, detrás de los Rasted.
Varias semanas después del lanzamiento del disco, colocaron en su MySpace oficial, un tema que habían grabado, pero que no incluyeron en el disco: "Walkmand", la cual es un cover de un tema del mismo nombre, interpretado por Michael Hardinger, un cantante danés de la época de los 80.
"Walkmand" recibió una excelente respuesta por parte del público a través de MySpace, por lo que decidieron lanzar el tema como sencillo, y relanzar su álbum, añadiéndole "Walkmand".
Durante una serie de especiales de televisión llamados "Hej Matematik TV", los Rasted presentaron un videoclip en el que se podía apreciar una presentación en vivo de "Walkmand". Esta presentación es considerada por sus fanáticos como el video "oficial" del tema, a pesar de que hasta el momento no se ha grabado ningún video oficial para esta canción.
Gracias a este sencillo, ellos obtuvieron el premio "Danish Hit Of The Year" (Canción Danesa del Año), en los Premios Zulu 2009, una gala anual de premiación de cantantes, realizada por el mayor canal de televisión de Dinamarca, TV2.
También durante esta serie de especiales de televisión, fue presentado el video oficial del tema "Høj 5", a pesar de que este no ha sido lanzado como sencillo. En dicho video, se puede ver a dos hombres (presuntamente Søren y Nicolaj), quienes realizan diversos grafitis y dibujos sobre una pared, además de colocar en orden y luego en desorden, diversos casettes de Elvis Presley, al final del video, se puede ver que escriben en grande "Hej Matematik". Durante ningún momento del video se les ve la cara a los dos hombres que aparecen allí.
A finales de 2008, lanzaron el quinto sencillo del disco: "Vi Ka Alt Vi To", dicho sencillo no tuvo video. Posterior a ese, fue lanzado "Hej Matematik", el sexto y último sencillo de "Vi Burde Ses Noget Mere", este sencillo tampoco tuvo video oficial.
Desde que lanzaron su primer álbum, Hej Matematik ha mantenido una gira constante que les ha llevado a diversos festivales alrededor de Dinamarca.
El 2 de noviembre de 2009, lanzaron "Party I Provinsen", primer sencillo de su segundo álbum "Alt Går Op I 6" (Todo Va Bien A Las 6), en su videoclip puede apreciarse a Nicolaj y Søren junto a la banda con la cual interpretan en vivo sus temas.
El nuevo álbum de Hej Matematik, "Alt Går Op I 6", fue estrenado el 25 de enero de 2010.

## Discografía

### Álbumes
- Vi Burde Ses Noget Mere (2008)
- Vi Burde Ses Noget Mere (Incluyendo Walkmand) (2008)
- Alt Går Op I 6 (2010)

### Singles
- Gymnastik (2007)
- Centerpubben (2007)
- Du & Jeg (2008)
- Walkmand (2008)
- Vi Ka Alt Vi To (2008)
- Hej Matematik (2008)
- Party I Provinsen (2009)
- Legendebørn (2010)
- (Kato På) Maskinerne (2010)
- Livet I Plastik (2012)
- Sikke En Fest (2012)

### Videos Oficiales
- Gymnastik (Ambas versiones) (2007)
- Centerpubben (2007)
- Du & Jeg (2008)
- Høj 5 (2008)
- Party I Provinsen (2010)
- Legendebørn (2010)
- (Kato På) Maskinerne (2010)
- Livet I Plastik (2012)
- Sikke En Fest (2012)

## Curiosidades
- Hej Matematik interpreta durante sus conciertos todo el tracklist de su álbum, más una canción extra, "Farligt", un tema que grabaron, pero que no incluyeron en el álbum.
- Así mismo, también anunciaron que existe una versión demo de "Centerpubben", la cual es ligeramente distinta a la que aparece en el CD. Dicha versión estuvo disponible durante un tiempo en su MySpace Oficial.
- Michael Hardinger les ha acompañado en varias ocasiones, para tocar en vivo la música del tema "Walkmand", cover de una canción suya de los años 80.
- El grupo de rock R.E.M intentó demandarles a inicios de 2009, alegando que "Walkmand" utilizaba sin permiso, partes de la maqueta original de su sencillo Supernatural Superserious. Dicha demanda quedó sin efecto, al comprobarse que "Walkmand" es un cover de Michael Hardinger, quien le dio permiso a la banda para que modificaran la música y la letra del tema a su libre elección.
- Nicolaj se considera a sí mismo como ateo, según lo que él mismo ha declarado en su MySpace y en su Facebook personal.